# Pieter Nicolaas van Eyck
Pour les articles homonymes, voir Van Eyck.
Œuvres principales
Le jardinier et la mort
Pieter Nicolaas van Eyck (né le 1er octobre 1887 à Breukelen, mort le 10 avril 1954 à Wassenaar) est un poète néerlandais, professeur à l'Université de Leiden et critique. En 1947, il reçoit le Prix Constantijn Huygens pour l'ensemble de son œuvre. Pieter Nicolaas est le père de l'architecte Aldo van Eyck et du poète restaurateur londonien Robert Van Eyck. Son poème le plus célèbre est Le Jardinier et la Mort, plagiat d'un poème de Jean Cocteau (1889 -1963) tiré de son roman Le Grand Écart. L'histoire de Cocteau est vraisemblablement basée sur une anecdote soufie de Rumi. 

## Biographie
Van Eyck est diplômé du Gymnasium Haganum, puis étudie le droit à Leiden, où il obtient son doctorat en 1914. Après cela, il est devenu journaliste en tant que correspondant du CNRC à Rome. Il est ensuite rédacteur en chef du magazine De Beweging pendant plusieurs années sans emploi rémunéré. En 1918, il est affecté à une fonction officielle au ministère de l'Agriculture. Entre 1920 et 1935, il a travaillé pour le CNRC comme correspondant à Londres, où il a accordé une grande attention à la culture. En 1935, il est nommé professeur de langue et de littérature néerlandaises à l'Université de Leyde, succédant à Albert Verwey . 

## Éditeur de De Zilverdistel
De Witte Mier, un petit magazine mensuel pour les amis du livre, a été édité par Jan Greshoff. JF van Royen le connaissait déjà de De Zilverdistel, fondé en 1901 par Jan Greshoff et JC Bloem pour promouvoir des imprimés artistiquement responsables pour la publication de leurs livres. Van Eyck les a ensuite rejoints. En 1913, Van Royen a commencé à travailler avec Van Eyck, qui était le seul qui restait. 

## Vie privée
Van Eyck a épousé Nelly Benjamins (1891-1971) en 1914. Ils ont eu deux enfants : le poète et restaurateur Robert van Eyck (1919-1991) et l'architecte Aldo van Eyck (1918-1999).

## Œuvres

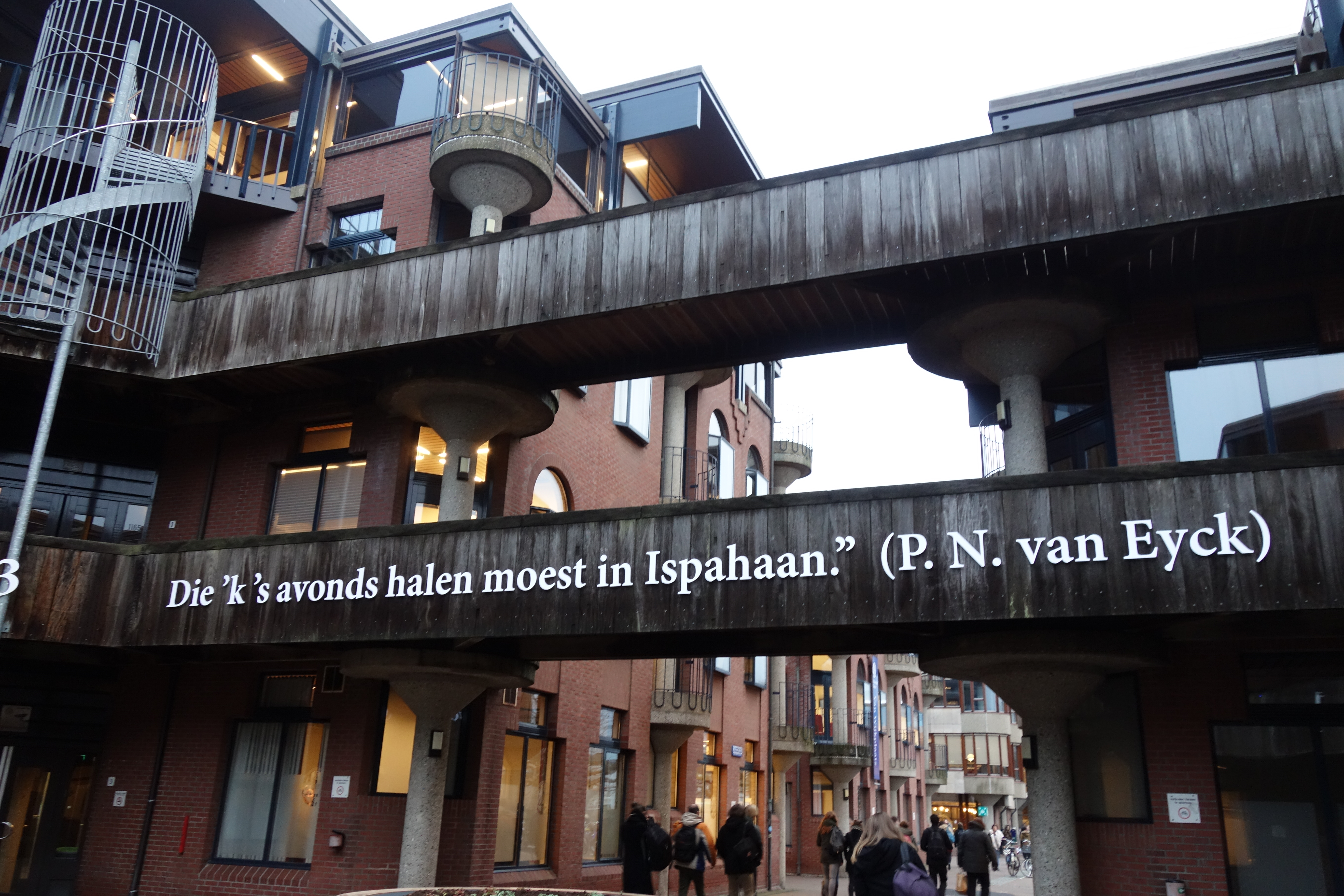
Citation du jardinier et de la mort (PN van Eyckhof, Leiden)

- 1909 - Le Labyrinthe orné (poèmes)
- 1910 - Luttes (poèmes)
- 1911 - Les Étoiles (poèmes)
- 1912 - Vues (poèmes)
- 1913 - Libération
- 1916 - Le Devoir des Pays-Bas
- 1917 - Le Lit rond
- 1917 - Des vagues brillantes
- 1918 - Ascension (poèmes)
- 1919 - Marées (poèmes)
- 1921 - La Question irlandaise
- 1922 - Repentance (poèmes)
- 1923 - Heures avec peloton
- 1926 - Préparation (poèmes)
- 1926 - Le Jardinier et la Mort (Dans: Erts. Almanach littéraire ) [2]
- 1935 - Recherche critique et imagination (discours inaugural)
- 1938 - La Vie et la Mort dans la poésie
- 1941 - Versets 1940 (poèmes)
- 1943 - Deux Poèmes (poèmes)
- 1945 - Approches
- 1946 - Le Jardin
- 1946 - Maîtres (poèmes)
- 1947 - Medousa
- 1949 - Herwards (poèmes)
- 1953 - In memoriam Jacob Israël de Haan
- 1954 - Hérodias, traduction de Mallarmés Hérodiade